# Laucourt
Laucourt ist eine nordfranzösische Gemeinde mit 184 Einwohnern (Stand 1. Januar 2022) im Département Somme in der Region Hauts-de-France. Die Gemeinde liegt im Arrondissement Montdidier, ist Teil der Communauté de communes du Grand Roye und gehört zum Kanton Roye.

## Geographie
Die Gemeinde in der Landschaft Santerre liegt rund 4 km südwestlich von Roye. Das Gemeindegebiet wird von der Autoroute A1, der Départementsstraße D1017 (frühere Route nationale 17), von der die Départementsstraße D930 nach Montdidier abzweigt, sowie der Hochgeschwindigkeitsbahnstrecke des LGV Nord durchzogen. Zu erkennen ist noch eine alte Bahntrasse nach Montdidier.

## Geschichte
Die Gemeinde erhielt als Auszeichnung das Croix de guerre 1914–1918.

## Einwohner
| 1962 | 1968 | 1975 | 1982 | 1990 | 1999 | 2006 | 2010 |
| ---- | ---- | ---- | ---- | ---- | ---- | ---- | ---- |
| 173  | 185  | 146  | 164  | 190  | 193  | 177  | 176  |

## Verwaltung
Bürgermeister (maire) ist seit 2001 Jean-Pierre Prouillet.  